# Edward af Sillén
Edward af Sillén (ur. 25 września 1982 w Rio de Janeiro) – szwedzki scenarzysta i reżyser telewizyjny brazylijskiego pochodzenia.
Wieloletni współtwórca festiwalu Melodifestivalen i komentator Konkursów Piosenki Eurowizji dla telewizji SVT. Scenarzysta Eurowizji w 2010, 2013, 2016 i 2024.

## Życiorys
Urodził się w Blumeau w Rio de Janeiro. Jako dziecko został adoptowany przez rodzinę mieszkającą w Szwecji.
W wieku 17 lat zaczął pracować jako DJ i występował w stołecznym gejowskim klubie Zipper. 
Profesjonalną karierę w mediach zaczynał jako aktor i komik. W 2004 napisał scenariusz dla prowadzącej galę Guldbaggegalan Marii Lundqvist, a trzy lata później stworzył scenariusz dla aktorki komediowej Sisseli Kyle. Oprócz tego wyreżyserował obie ceremonie. Tworzy scenariusze gal wręczania nagród gejowskiego miesięcznika „QX” oraz Schlagerpride, największej skandynawskiej parady równości organizowanej w Sztokholmie. W 2008 otrzymał nominację do nagrody przyznawanej przez magazyn QX w kategorii Najlepszy duet za przygotowanie parady Schlagerpride razem z Markiem Levengoodem. W latach 2008–2009 był tłumaczem oraz asystentem reżysera Roberta Harlinga podczas pracy nad sztuką Steel Magnolias wystawioną w Teatrze Vasateatern w Sztokholmie. Był także reżyserem szwedzkich inscenizacji musicali Hair i Wieczór Trzech Króli, które przedstawiono w stołecznym Stockholms Stadsteater.

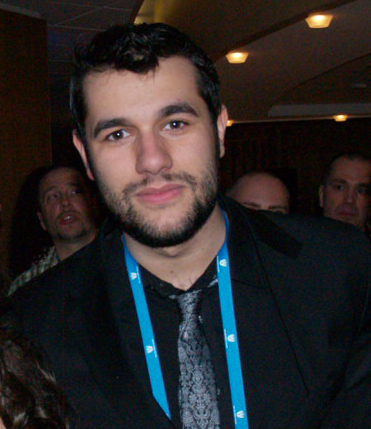
Edward af Sillén w 2009

W 2009 napisał scenariusz do reżyserowanego przez siebie programu Melodifestivalen 2009 oraz został komentatorem Konkursu Piosenki Eurowizji z ramienia telewizji SVT, debiutując w tej roli podczas konkursu organizowanego w Moskwie. W 2010 napisał scenariusz programu Melodifestivalen 2010 oraz 55. Konkursu Piosenki Eurowizji, który dodatkowo komentował dla SVT. W 2011 napisał scenariusz do reżyserowanego przez siebie spektaklu Tomas Ledin Showtime wystawianego w teatrze Rondo w Göteborgu. W 2012 przygotował scenariusz Melodifestivalen 2012 oraz wymyślił komediową postać Lyndy Woodruff, w którą wcieliła się Sarah Dawn Finer, w maju komentował dla SVT wszystkie koncerty 57. Konkursu Piosenki Eurowizji, a w listopadzie komentował finał 10. Konkursu Piosenki Eurowizji Junior organizowanego w Amsterdamie.
W 2013 był odpowiedzialny za stworzenie scenariusza 58. Konkursu Piosenki Eurowizji organizowanego w Malmö, jesienią wystąpił w filmie dokumentalnym produkcji SVT, w którym wspominał pracę nad przygotowaniem Eurowizji, a w listopadzie otrzymał nominację do nagrody magazynu QX w kategorii Najlepszy hetero, homo lub bi za przygotowanie scenariuszy Melodifestivalen 2015 i 58. Konkursu Piosenki Eurowizji. Był także asystentem reżysera Jonasa Gardella podczas pracy nad musicalem Livet är en schlager, którego premiera odbyła się 11 września 2014. Odpowiadał za scenariusz do filmu En underbar jävla jul, którego reżyserem została Helena Bergström.
W styczniu 2015 wyreżyserował musical Skvaller wystawiony w Stadsteatern. W tym samym roku we współpracy z Rehnem napisał scenariusz do filmu Colin Nutleys Medicinen, który uzyskał nominację do nagrody magazynu QX w kategorii Najlepszy film. Również w 2015 komentował 60. Konkurs Piosenki Eurowizji oraz współtworzył scenariusz filmu świątecznego pt. En underbar jävla jul, którego premiera odbyła się w połowie listopada. W maju 2016 był scenarzystą 61. Konkursu Piosenki Eurowizji organizowanego w Sztokholmie.
Współpracuje nad scenariuszami koncertów takich artystów muzycznych, jak m.in. zespół Alcazar.
W maju 2024 był odpowiedzialny za przygotowanie scenariusza 68. Konkursu Piosenki Eurowizji organizowanego w Malmö.

## Życie prywatne
Jest gejem, mieszka w Kungsholmen w Sztokholmie.